# Elixabete Sarasola
Elixabete Sarasola Nieto (San Sebastián, Guipúzcoa, 12 de abril de 1991) es una futbolista española. Juega como portera y su equipo actual es el FCE/PSV Eindhoven de la Eredivisie de Países Bajos.

## Trayectoria

### Inicios
Comienza su andadura en el fútbol femenino, sus primeros pasos en el colegio Amara Berri, enseguida ficha por el Añorga para el equipo de Futbol 8 y s convocada por la selección de Euskadi sub-13 con la que consigue el subcampeonato de España.
La temporada 2005-2006 debuta en 1.ª Nacional, con el Añorga y es convocada para la selección de Euskadi sub-18 con 14 años. Con 15 años, en la temporada 2006-2007, ficha por la Real Sociedad, aunque continúa jugando cedida en el Añorga de primera nacional. Ese mismo año es convocada por la Selección Española de fútbol femenina sub-17 y sub-19 y por la selección guipuzcoana.

### Real Sociedad
La temporada 2007.2008 con 16 años, debuta en la Superliga española con la Real Sociedad de Fútbol. Continúa su trayectoria como internacional y es convocada por las selección española sub-17, de la que además es capitana y la sub-19. Consiguen llegar a la fase final del campeonato de Europa sub-19 celebrado en Francia (Blois). Es elegida por la FGF “Jugadora juvenil distinguida” 2007-2008.

### F.C. Barcelona
Sarasola siempre soñó con poder jugar al fútbol en Estados Unidos. Admiradora desde chica de Mia Hamm, estuvo tentada de cruzar el charco cuando tuvo que dar el salto a la universidad, pero no se atrevió y acabó recalando en el Barcelona, donde vivió la exitosa madurez del club. "Siempre lo he considerado como mi segunda casa porque allí me he sentido cuidada y valorada. Maduré como futbolista a la par que el equipo y pude celebrar títulos cada año. Así el año 2009, con 18 años, ficha por el FC Barcelona de Superliga femenina. Quedan Campeonas de la Copa Cataluña, por primera vez en la historia del club, y terceras en la Copa de la Reina. Ese año  vuelve a ser convocada para la selección española sub-19.
La temporada 2010-2011 ganan por primera vez en la historia del Barca femenino la Copa de la Reina y vuelven a conseguir la Copa Cataluña por segundo año consecutivo.
En el 2011 se juega la primera Superliga femenina que gana por primera vez en la historia el FC Barcelona. Este año, también consigue  la Copa de Cataluña.

### Estados Unidos
El año 2012 se va a estudiar a USA y compagina sus estudios de Exercise Science con jugar en el College of Charleston de la NCAA de primera división. Llegan a semifinales de su confederación,la SOCON. En la liga de verano, W-Leage juega en Colorado Rush Women´s Soccer.
El año 2013, debido a una lesión en el dedo pulgar de la mano izquierda al inicio de temporada, es un año en blanco dentro de su carrera. En la temporada 2014-2015 vuelve a jugar la NCAA 1.ª división con el College of Charleston.

### Vuelta a Europa: Ajax y PSV Eindhoven
El año 2015, acabados sus estudios universitarios, regresa a jugar en Europa, más concretamente al  Ajax de Ámsterdam de la Eredivisie Vrouwen. Quedan subcampeonas de la liga y copa holandesas. Ese año es convocada por la selección de Euskadi para un partido internacional contra Irlanda.
La temporada  2016-2017, por primera vez en la historia del club quedan campeonas de liga y copa con el Ajax. Esta victoria permite que el Ajax participe por primera vez en la Liga de Campeones Femenina. La temporada siguiente vuelven a ganar la liga y copa neerlandesa por segundo año consecutivo.
El 2018 año ficha por el PSV Eindhoven. Quedan terceras en la clasificación de la liga, la mejor clasificación del equipo femenino en la historia del club.

## Clubes
| Club              | País           | Año         |
| ----------------- | -------------- | ----------- |
| Real Sociedad     | España         | 2007 - 2009 |
| F.C. Barcelona    | España         | 2008 - 2012 |
| Colorado Rush     | Estados Unidos | 2013        |
| Ajax de Ámsterdam | Países Bajos   | 2015 -2018  |
| PSV Eindhoven     | Países Bajos   | 2019.       |

## Palmarés

### Campeonatos nacionales
| Título           | Club           | País   | Año     |
| ---------------- | -------------- | ------ | ------- |
| Copa de la Reina | F.C. Barcelona | España | 2011    |
| Primera División | F.C. Barcelona | España | 2011-12 |